# Обжора-Хохотун
«Обжора-хохотун» — книга Макса Фрая, шестая в серии «Хроники Ехо». Презентация книги состоялась в сентябре 2010 года в Москве и Санкт-Петербурге.

## Сюжет
В этой книге сэр Мелифаро рассказывает, как он стал «тайным сыщиком».
Обжора-хохотун, давший название книге, является персонажем вставной истории и важной роли в сюжете не играет.

## Отзывы критики
Критикой книга была принята без особого энтузиазма. Ирина Нечаева считает эту книгу «довольно милым, лёгким чтивом», отмечая «не особенно разваливающийся сюжет, совершенно никакой, уже пятнадцать лет не меняющийся ни на йоту стиль». По мнению критика, присутствие камры, шуток и «псевдомудрых мыслей» не компенсирует отсутствия новизны, стилистических изысков и леди Меламори.
По рейтингам продаж российских книжных магазинов осенью 2010 года «Обжора-хохотун» стабильно входил в первую десятку.